# Dioscore Ier d'Alexandrie
Pour les articles homonymes, voir Dioscore.
Dioscore Ier d'Alexandrie, Dioscorus ou Dioskur en latin (mort le 4 septembre 454 à Gangra), 25e patriarche d'Alexandrie, succéda à Cyrille en 444. Il fut déposé au concile de Chalcédoine le 13 octobre 451. Sa déposition, refusée par la majorité de l'Église d'Alexandrie, fut à l'origine de la crise monophysite.

## Biographie
Dans le domaine christologique, il adopta dans un premier temps les positions monophysites d'Eutychès pour évoluer par la suite vers le miaphysisme : une nature composée de deux natures, la divine et l'humaine.
Présidant le deuxième concile d'Éphèse, connu sous le nom de « brigandage d'Éphèse » (449), il refusa de donner lecture de la lettre (Tome à Flavien) par laquelle le pape Léon soutenait la position christologique défendue par le patriarche de Constantinople Flavien contre Eutychès. Dioscore obtint la déposition de Flavien et excommunia le pape.
Au concile de Chalcédoine, tenu en 451, il soutint des positions miaphysites. À la rédaction du Symbole de Chalcédoine, « […] reconnu en deux natures », il répliqua :

« J’admets : de deux [natures] ; je n’admets pas : deux [natures],. »

Il niait que les deux natures fussent confondues dans le Christ :

« Nous disons ni confusion, ni division, ni conversion, anathème à qui dira confusion, ou conversion, ou mélange. »

Le concile le déposa de l'épiscopat et du sacerdoce, le 13 octobre, non pour ses positions théologiques mais pour son comportement lors du deuxième concile d'Éphèse. Ainsi, le patriarche de Constantinople Anatole a pu dire devant tout le concile sans être contredit :

« Dioscore n’a pas été déposé pour la foi, mais parce qu’il a excommunié l’archevêque Léon, et qu’ayant été cité trois fois, il n’est pas venu. »

L'empereur Marcien l'exila à Gangres en Paphlagonie, où il mourut le 4 septembre 454.
Toutefois selon le Synaxaire copte, il meurt le 7e jour de Thout 451 A.D. 
Sa déposition entraîna le rejet par l'Église d'Alexandrie du concile de Chalcédoine.